# Чувашские Энтуганы
Чува́шские Энтуга́ны — посёлок в Буинском районе Республики Татарстан, в составе Сорок-Сайдакского сельского поселения.

## Этимология названия
Топоним произошел от этнонима «чуваш» и ойконима «Энтуганы».

## География
Деревня находится на реке Чепкасы, в 35 километрах к западу от города Буинск.

## История
До 1920-х годов посёлок являлся частью села Энтуганы, входил в Энтугановскую волость Буинского уезда Симбирской губернии. С 1920 года в составе Буинского кантона ТАССР. С 10 августа 1930 года в Буинском, с 10 февраля 1935 года в Будённовском, с 29 ноября 1957 года в Цильнинском, с 12 октября 1959 года в Буинском районах.

## Население
| 1926 | 1938  | 1949  | 1958 | 1970  | 1979 | 1989 | 2002 | 2010 |
| ---- | ----- | ----- | ---- | ----- | ---- | ---- | ---- | ---- |
| 166  | 231 ↗ | 159 ↘ | 99 ↘ | 105 ↗ | 63 ↘ | 30 ↘ | 28 ↘ | 11 ↘ |

## Экономика
Полеводство.